# Делта ћелије
Делта ћелије (δ-ћелије или Д-ћелије) су ћелије које луче соматостатин (хормон који инхибира ослобађање бројних хормона у телу), а налазе се у слузокожи желуца, цревима и Лангерхансовим острвцима панкреаса (3% до 10% од укупног броја ћелија острваца).

## Анатомија и физиологија
У глодара делта ћелије се налазе на периферији острваца, код људи делта ћелије се често могу видети унутар острвца. Под микроскопом, ове ћелије се могу препознати по присуству секреторних гранула средње величине (325 Нм), које су мало гушће од гранула бета ћелија.
Желудачне жлезде садрже неколико различитих типова ћелија, од којих је свака са специфичним функцијама:
- Делта ћелије (Д ћелије)  луче соматостатин.
- Г ћелије луче гастрин.
- Е ћелије  луче серотонин и хистамин.

Укратко, Д, Г и Е ћелије у желучаним жлездама раде заједно како би помогле у регулисању различитих функција желуца, укључујући лучење желудачне киселине, регулацију апетита и укупног здравља желуца и хомеостазу.
Соматостатин је пептид који луче делта (Д) ћелије као одговор на јело, посебно када маст уђе у дуоденум . Он је инхибиторни модулатор лучења киселине и пепсина и ослобађања гастрина , инсулина и других цревних хормона. Он инхибира покретљивост жучне кесе и црева и потискује лучење липазе од стране панкреаса.
Соматостатин такође делује и на разне ћелије и ткива, укључујући хипофизу,  бубреге и инхибира ослобађање хормона, као што су хормон раста, гастрин, инсулин и ренин.
Тумор делта ћелија се назива соматостатином.

## Клинички значај
Соматостатиноми су ретки тумори делта ћелија панкреаса локализовани у желудачноцревном систему. Симптоми и знаци тумора су нејасни, укључујући и симптоме карактеристичне за шећерну болест, холелитијазу, слабо варење, стеатореју и хипохлорхидрију.
Код особа инфицираних бактеријом Хеликобактер пилори, јављају се промене локализоване у доњим деловима желуца, претежно антруму, који је упаљен и деформисан. Антрум желуца је месту у трбуху у коме су највише локализоване делта ћелија. Након колонизације желуца бактерија Хеликобактер производе око себе „облачиће“ амонијака уз помоћу уреазе како би се заштититиле од желудачне киселине. Међутим, желудачна киселина реагује производњом амонијумових киселина које су токсичне за делта ћелије. Као последица ове реакције настаје смрт делта ћелија и појава улцерација желудачног зида.
Ови тумори се често случајно дијагностикују за време холецистектомије. Половина приказаних тумора је нађена екстрапанкреатично - у желуцу, дуоденуму, јејунуму и билијарном стаблу.
 